# Stjepan Svetoslavić
Stjepan Svetoslavić (980 circa – Slavonia, post 1030) era il figlio di Svetoslav Suronja e fu re di Croazia dal 997 al 1000, membro della famiglia dei Trpimirović.
Quando suo padre si alleò con la Repubblica di Venezia, scoppiata una guerra civile in Croazia e per difendersi dagli attacchi dell'Impero bulgaro, anche quando Pietro Orseolo II attaccò la Croazia, egli continuò questa politica e sposò la figlia del Doge di Venezia Joscella Orseolo a Traù.
Abbandonata la Croazia, si rifugiò prima a Venezia e poi in Ungheria, dove gli morì il padre. Stjepan poi dall'Ungheria tentò di nuovo di riconquistare il regno e attaccò lo zio Cressimiro III occupando buona parte della Slavonia, di cui ottenne il titolo di ban. Il suo discendente Dmitar Zvonimir diverrà a sua volta rex Chroatorum nel 1074.